# 토마스 헤더윅
토마스 알렉산더 헤더윅(영어: Thomas Alexander Heatherwick)(1970.2.17~)은 영국의 디자이너이자 런던을 기반으로 한 디자인 회사인 헤더윅 스튜디오의 창업자이다. 동시대 영국에서 가장 눈에 띄는 디자이너 가운데 한 명이라는 평가를 받고 있다. 킹스 크로스에 위치한 작업실에서 200여명에 달하는 건축가, 디자이너, 공예가 및 기술자와 함께 일하고 있다.
헤더윅의 프로젝트 중 다수는 디자인 상을 수상했는데, 여기에는 신형 루트마스터와 2010년 엑스포 영국관, 2012년 하계 올림픽과 패럴림픽의 올림픽 성화대(사진), 뉴욕에 지어진 베슬, 홍콩 퍼시픽 플레이스 리뉴얼 등이 있다. 런던 중심부의 템스강을 가로지르는 가든브릿지(Garden Bridge) 공사가 취소되었다.
한국의 노들섬에 그의 작품이 들어설 예정이다.